# 引物结合位点

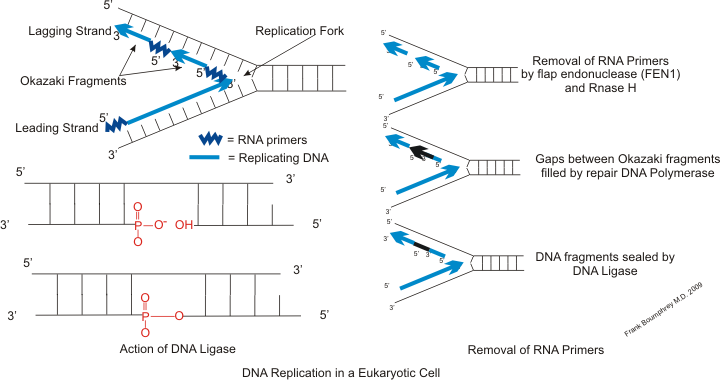
RNA引物与DNA的半保留半不连续复制

引物结合位点（缩写PBS）是核酸单链上与RNA或DNA引物结合的位点，引物在此开始DNA复制。